# Гарднер, Элизабет

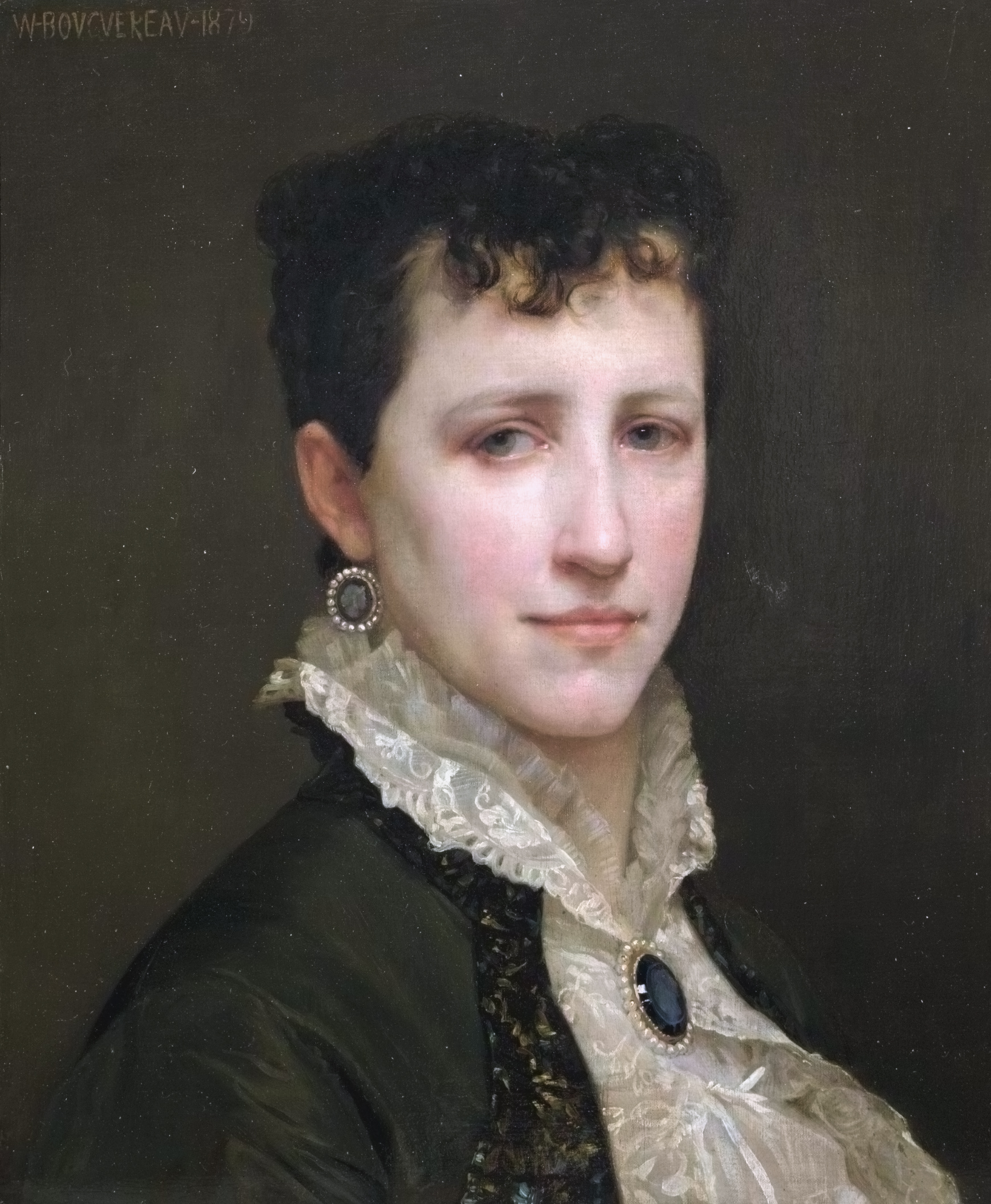
Портрет работы В.-А. Бугро, 1879

Эли́забет Джейн Га́рднер (англ. Elizabeth Jane Gardner; род. 4 октября 1837 года, Эксетер, шт. Нью-Хэмпшир, США — умерла 28 января 1922 года, Сент-Клауд, шт. Миннесота, США) — американская художница, вторая и последняя супруга французского живописца Вильяма-Адольфа Бугро.

## Биография
Элизабет Джейн Гарднер родилась 4 октября 1837 года в городе Эксетер, штат Нью-Хэмпшир, США.
В 1856 году окончила учёбу в женском пансионе Lasell, где получила минимально необходимое образование для воспитанной девушки. Здесь же училась композиции и рисунку, а также технике работы в акварели. В пансионе Элизабет подружилась со своей учительницей Имогеной Робинсон, имеющей художественное образование, полученное в Дюссельдорфе. В 1864 году Элизабет Гарднер вместе с Робинсон поехала в Париж, будучи среди первой волны американцев, которые после Гражданской войны в США поехали в Европу для получения образования.
Элизабет Гарднер стала одной из первых американских художниц, которые вторглись в художественные учреждения, где обучались сугубо мужчины. Не имея по этой же причине возможности обучаться в академии Жюлиана, она поступила в частные художественные классы. Училась в Париже у художников — Гуго Мерле (фр. Hugues Merle, 1823—1881), Жюля Лефевра и Уильяма Бугро. В 1866 году она имела свой первый успех в Парижском салоне, где жюри отметило две её картины. Гарднер стала первой американкой, которая выставлялась в Парижском салоне и первой, удостоенной в Салоне золотой медали в 1872 году. Элизабет стала известной художницей, её работы принесли ей стабильное финансовое положение и независимость. Её студия на Rue Notre Dame des Champs стала местом встреч для многих американцев, приезжающих за границу.
Умерла Э. Гарднер-Бугро 28 января 1922 года в городе Сент-Клауд, штат Миннесота.

### Личная жизнь
В 1877 году Элизабет Гарднер познакомилась в Париже с художником Вильямом-Адольфом Бугро и начала учиться у него. В 1879 году стала встречаться с ним. Любя друг друга и живя вместе, Гарднер и Бугро не могли пожениться вплоть до 1896 года: сначала против этого брака была его дочь Генриетта, а затем против была мать Бугро. Только после её смерти (в возрасте 91 года) в 1896 году — Уильям и Элизабет смогли пожениться. После смерти мужа в 1905 году Элизабет ещё несколько лет писала, пока ей позволяло здоровье. Последние годы жизни её мучил ревматизм и художница не работала.

## Труды

Некоторые работы
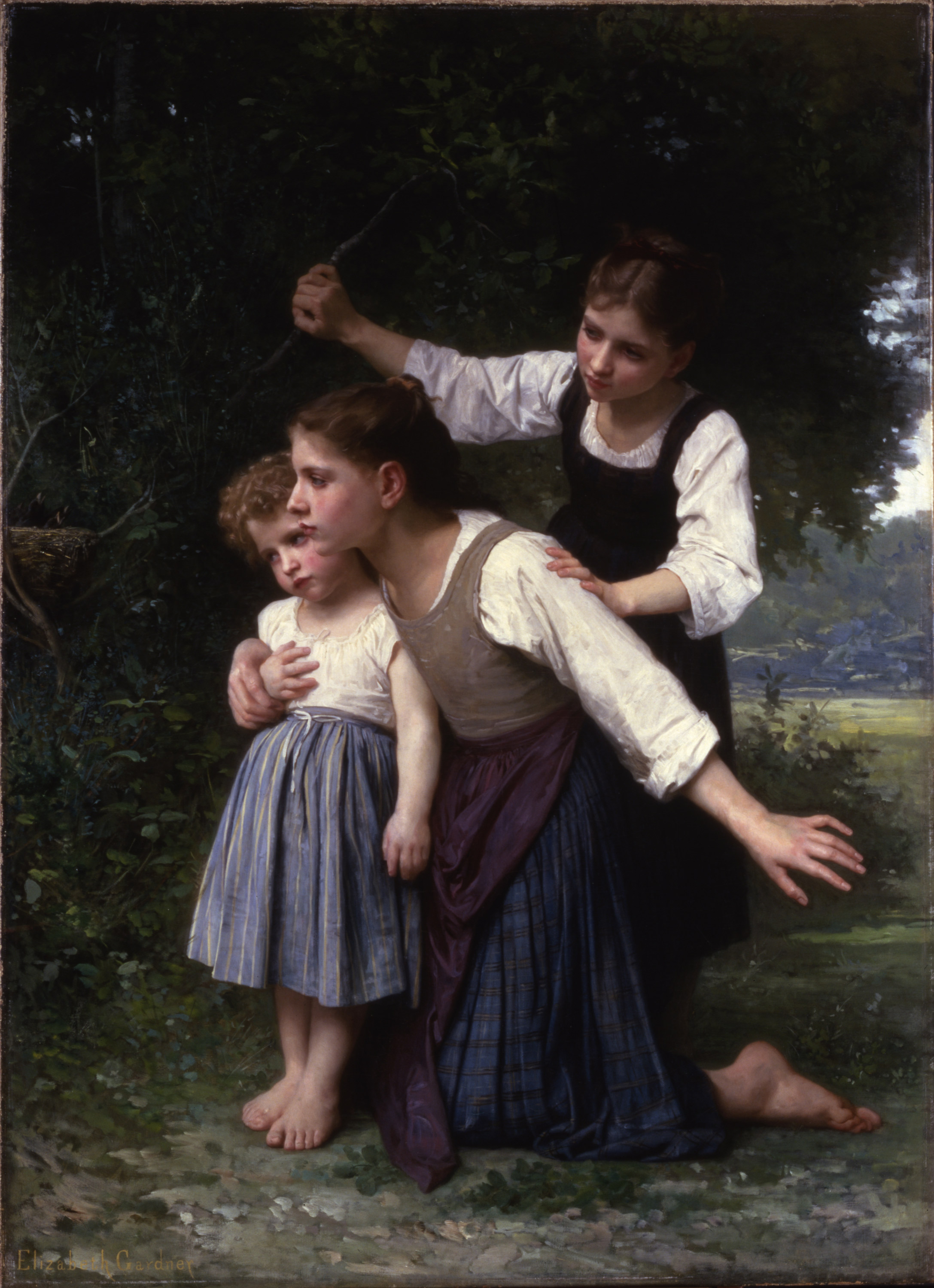
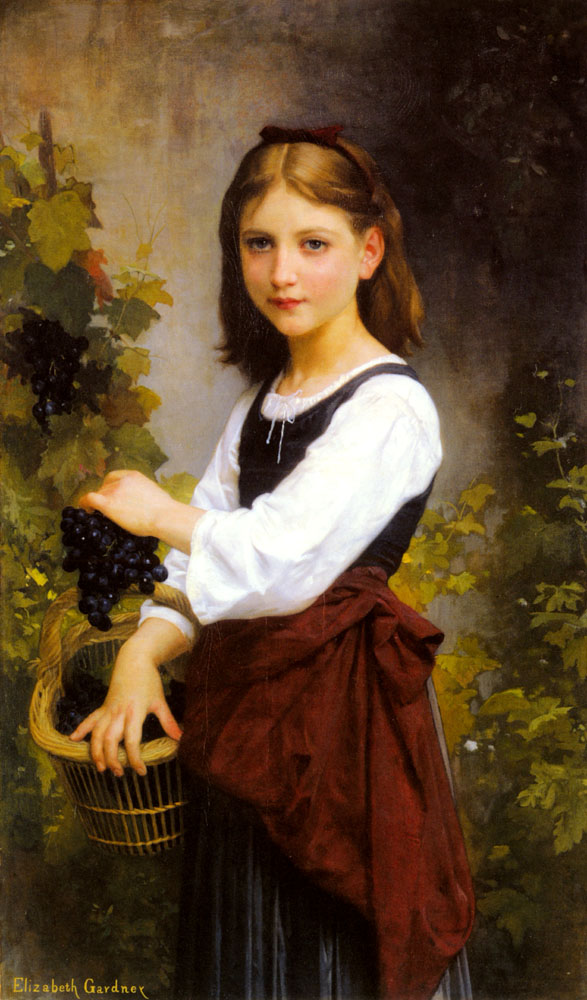
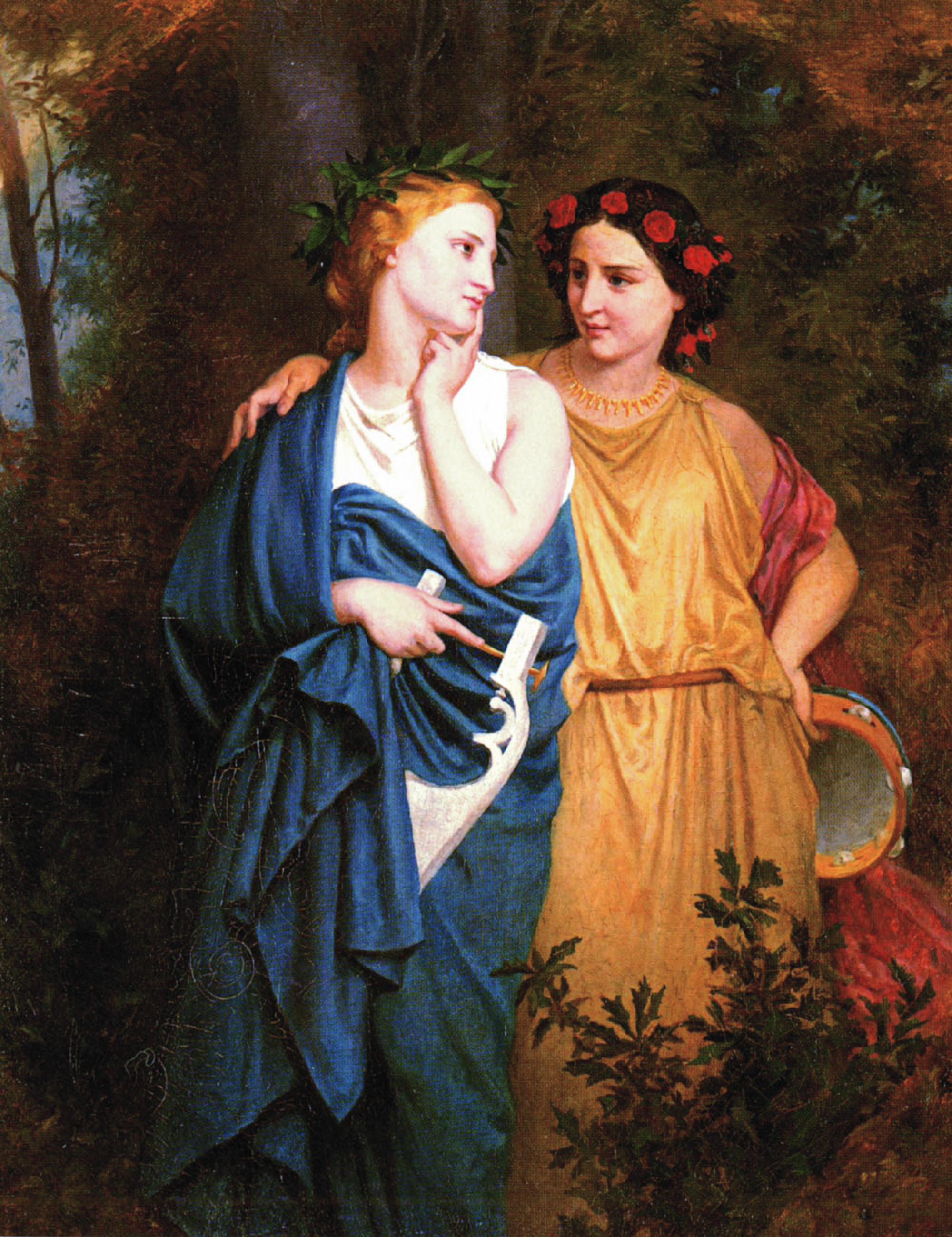
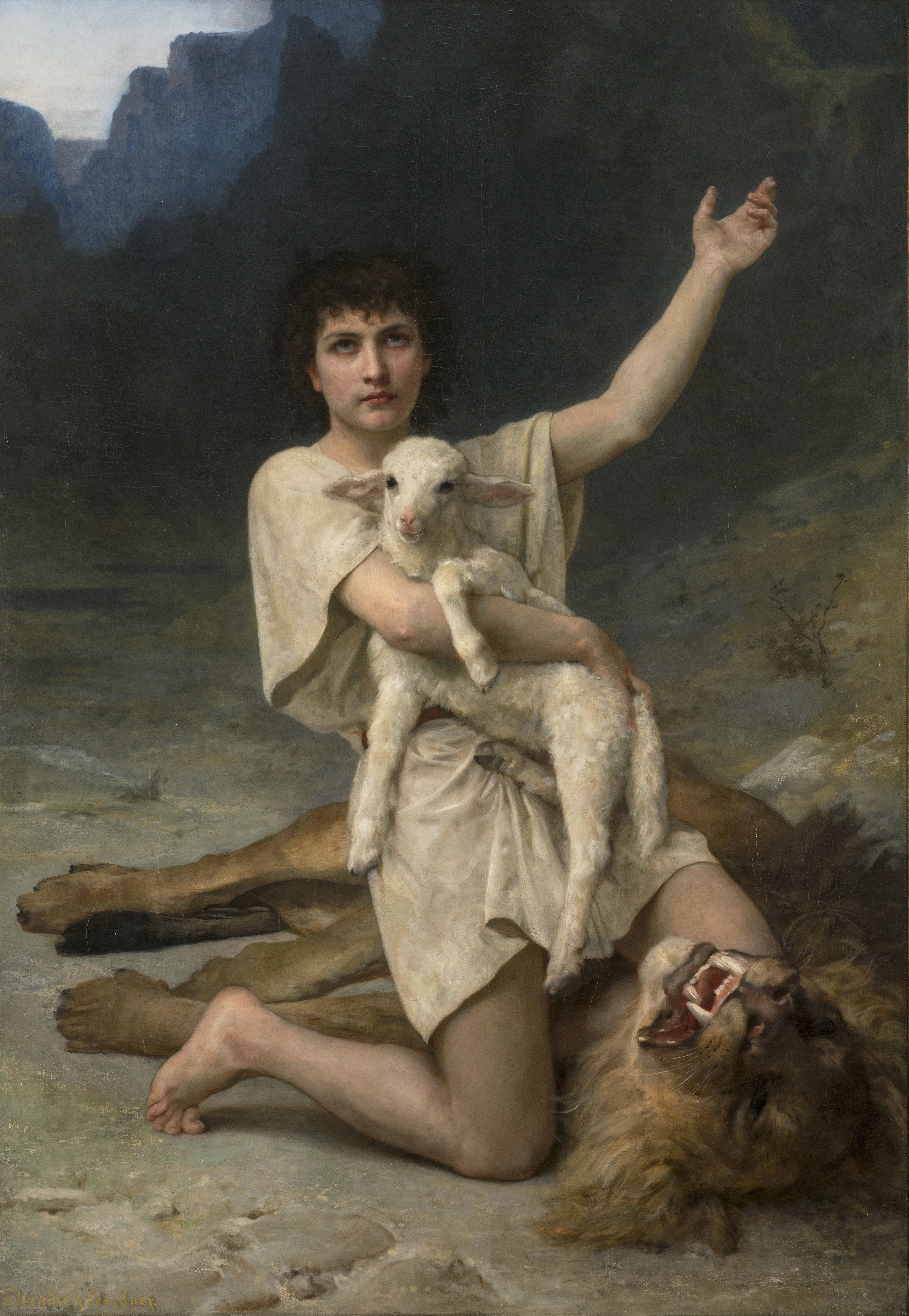